# Iraq ai Giochi della XIX Olimpiade
L'Iraq partecipò ai Giochi della XIX Olimpiade che si sono svolti a Città del Messico dal 12 al 27 ottobre 1968, con una delegazione di tre atleti impegnati in altrettante discipline: ciclismo, lotta e sollevamento pesi. Fu la quarta partecipazione di questo Paese ai Giochi. Non fu conquistata nessuna medaglia.